# Benno Möhlmann
Benno Hans Möhlmann (ur. 1 sierpnia 1954 w Lohne) – niemiecki piłkarz występujący na pozycji pomocnika.

## Kariera piłkarska
Möhlmann zawodową karierę rozpoczynał w drugoligowym klubie Preußen Münster. Grał tam w latach 1972-1978. W 1978 roku przeszedł do pierwszoligowego Werderu Brema. W Bundeslidze zadebiutował 12 sierpnia 1978 w przegranym 1:3 meczu z Fortuną Düsseldorf. W Werderze od czasu debiutu od czasu debiutu był podstawowym graczem. 2 września 1978 w wygranym 3:2 pojedynku z MSV Duisburg strzelił pierwszego gola w trakcie gry w Bundeslidze. W sezonach 1982/1983, 1984/1985 oraz 1985/1986 wywalczył z klubem wicemistrzostwo Niemiec. W Werderze spędził 9 lat. W tym czasie rozegrał tam 230 ligowych spotkań i zdobył 33 bramki.
W 1987 roku podpisał kontrakt z Hamburgerem SV, również występującym w Bundeslidze. Pierwszy ligowy mecz w nowym klubie zaliczył 17 października 1987 przeciwko VfB Stuttgart (3:0). W HSV od początku pełnił rolę rezerwowego. Spędził tam dwa sezony, w ciągu których zagrał w 25 ligowych meczach i strzelił 2 gole. W 1989 roku zakończył karierę.

## Kariera trenerska
Po zakończeniu kariery Möhlmann został asystentem trenera w Hamburgerze SV. tę funkcję pełnił przez rok. W 1992 roku objął stanowisko trenera Hamburgera SV. Pierwszy mecz pod jego wodzą HSV rozegrał 26 września 1992 z SG Wattenscheid 09 (2:2). W HSV Möhlmann pracował przez trzy lata. W tym czasie najwyższą pozycją zajętą z klubem była 11. w sezonie 1992/1993.
W listopadzie 1995 podpisał kontrakt z Eintrachtem Brunszwik, grającym w Regionallidze Nord (III liga). W sezonach 1995/1996 oraz 1996/1997 prowadzony przez Möhlmanna klub zajął 2. miejsce w lidze. W październiku 1997 został trenerem drugoligowego SpVgg Greuther Fürth. Pracował tam przez trzy lata, a w tym czasie najlepszym miejscem wywalczonym z klubem była 7. w sezonie 1999/2000.
W październiku 2000 przeszedł do Arminii Bielefeld, również grającej w 2. Bundeslidze. W sezonie 2000/2001 awansował z nią do Bundesligi, ale w następnym sezonie powrócił został zdegradowany do 2. Bundesligi. W lutym 2004 odszedł z Arminii do SpVgg Greuther Fürth. Tym razem trenował do końca sezonu 2006/2007. W sezonie 2007/2008 był szkoleniowcem Eintrachtu Brunszwik (Regionalliga Nord), a od początku sezonu 2008/2009 ponownie trenuje Greuther Fürth.